# Jules Auguste Wiernsberger
Jean Jules Auguste Wiernsberger est un compositeur français né le 5 juillet 1857 à Mulhouse et mort le 15 décembre 1925 à Villers-Cotterêts.

## Biographie
Jules Auguste Wiernsberger prend ses premières leçons de musique à Mulhouse auprès de son père Jean Wiernsberger (1833-1890) et suit sa famille qui quitte l'Alsace pour s'installer à Paris du fait de l'annexion de 1871. Il entre alors au Conservatoire de Paris où il est l'élève de Durand, Reber et Marmontel. Il y obtient un deuxième accessit de piano en 1876 et poursuit ses études à Bâle. 
À son retour en France il s'installe à Reims en 1878 pour activement prendre part à la vie musicale locale. Il y est professeur de musique, dirige l'orphéon d'Alsace-Lorraine, puis les chœurs de la Société philharmonique de Reims à partir de 1884. Son opéra Rioval est créé le 18 février 1886 à l'Opéra de Reims. Quant à son drame lyrique Rosemonde il est créé à Tournai le 25 février 1892.
Sa Sonate pour piano et violon, op. 32, est couronnée d'un 1er prix de la Société des compositeurs de musique en 1896. De 1897 à 1899 il est directeur de publication de la Revue musicale Sainte-Cécile. En 1899 il est lauréat du prix Chartier de l'Institut pour sa production de musique de chambre et est décoré des Palmes académiques (il sera promu officier d'instruction publique en 1905).
Il s'installe à Paris, est secrétaire artistique de la manufacture de pianos Gaveau et publie des œuvres de musique légère sous le pseudonyme de Nestor Sappé. C'est sous ce nom qu'il intente un procès contre la Sacem, qu'il remporte, concernant un litige de redistribution de droits d'auteur. Plus tard il édite à visée pédagogique pour Heugel de nombreuses pièces de compositeurs des époques baroques et classiques.
Comme compositeur il est principalement l'auteur de mélodies, pièces pour piano et de musique de chambre.  

## Œuvres
Parmi ses œuvres dotées d'un numéro d'opus :
- Variations-études pour piano, op. 4
- 5 Pièces, Souvenir de l'Ermitage, pour piano, op. 7
- Romance sans paroles pour piano, op. 8
- Barcarolle, mélodie (poésie d'Édouard Guinand), op. 10
- Boléro, mélodie (poésie d'Édouard Guinand), op. 11
- En guerre !, chœur d'hommes à 4 voix, op. 12
- Sérénade pour violon avec accompagnement de piano, op. 13
- Suite pour piano, violon et violoncelle, op. 14
- Souvenir d'autrefois, 2 marches composées pour orchestre, op. 17
- Trio pour piano, violon et violoncelle, op. 18
- Tarentelle pour piano, op. 18
- Stances pour violon avec accompagnement d'orchestre (ou réduction piano), op. 21
- Au bord du lac Léman, deux pièces pour piano, op. 22
- Mélodie pour violon avec accompagnement d'orgue ou de piano, op. 28
- Sonate pour piano et violon, op. 32
- Berceuse pour piano, op. 37
- Brises printanières pour piano, op. 38
- 2 Cantilènes pour alto (ou violon) et piano, op. 40[16]